# Ochlocratie
 (février 2017).
Si vous disposez d'ouvrages ou d'articles de référence ou si vous connaissez des sites web de qualité traitant du thème abordé ici, merci de compléter l'article en donnant les références utiles à sa vérifiabilité et en les liant à la section « Notes et références ».
 (février 2017).

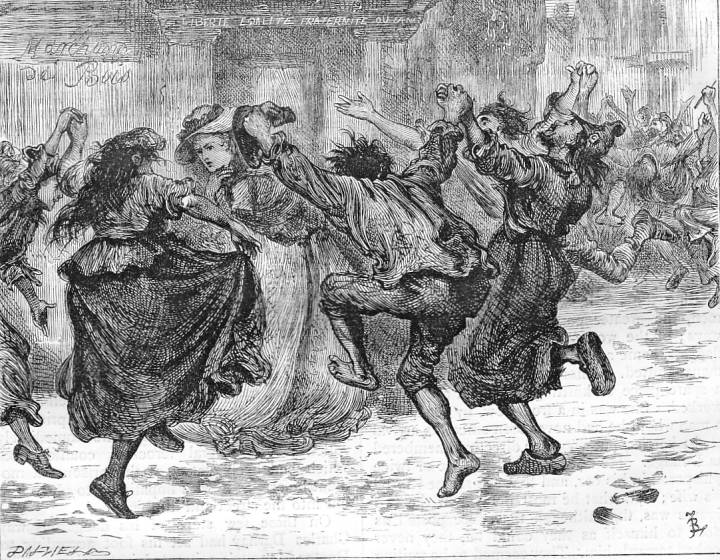
Un conte de deux villes, la foule danse La Carmagnole à Paris, par Fred Barnard. 1870.

L’ochlocratie (du grec ancien ὀχλοκρατία / okhlokratía, formé de okhlos, « foule » et –kratos, « pouvoir », via le latin : ochlocratia) est un régime politique dans lequel la foule (okhlos) a le pouvoir d'imposer sa volonté. La création de ce terme est souvent attribuée à Polybe (200-120 avant J.-C.), même s'il est probable qu'il provienne en vérité de l'école péripatéticienne comme le rappelle l'historienne Jacqueline de Romilly. Le mot fut adopté par la langue française pendant les guerres de religion, avant d'être exploité de nouveau entre la chute de Robespierre et le début de la IIIe République, d'après l'historien du droit Oscar Ferreira. Pendant un siècle et demi, le terme tomba en désuétude, mais a été débattu dans les ouvrages de philosophie politique. 
Ochlocratie n'est pas un synonyme de démocratie au sens de gouvernement par le peuple. Le terme foule, non le terme peuple, est employé : il suggère dans un sens péjoratif la foule en tant que masse manipulable ou passionnelle. On parle alors de phénomènes de foule, souvent provoqués par la démagogie ou le populisme. Ce trait l'oppose à des formes de gouvernement politique supposées plus rationnelles ou du moins raisonnables, qu'elles soient démocratiques ou non, et pour cela considérées plus souhaitables par principe. En ce sens, ce système politique a toujours excité les craintes des acteurs politiques, y compris des révolutionnaires français, du moins après le tournant du Directoire. Avant la chute de Robespierre, en effet, le concept rencontrait des partisans, en particulier du côté des jacobins, dans la mesure où la foule leur servit de gardien de l'ordre légal à reconstruire après la chute de l'Ancien Régime. Depuis, les politiques ont surtout imaginé des moyens de repousser le pouvoir de la foule, en particulier après l'avènement du suffrage universel qui faisait craindre le pire. Le vote familial ou corporatif en un est exemple célèbre.   
Longtemps présent dans les dictionnaires français, le mot avait disparu du vocabulaire politique depuis la fin du XIXe siècle : le Dictionnaire de l'Académie française ne comporte ainsi plus ce terme depuis sa huitième édition de 1932-1935.
Toutefois, depuis la fin de l'année 2018, à la suite du mouvement des Gilets jaunes, le mot et son concept ont refait surface dans les médias. L'entrée « ochlocratie » a ainsi réintégré plusieurs dictionnaires majeurs, comme Le Petit Robert en 2019,.

## Histoire du concept d'ochlocratie

### OkhlosetDemos
Ce gouvernement par la foule porte la connotation péjorative implicite d'une série d'associations stéréotypes entre foule, vulgarité, médiocrité et exiguïté, cette dernière étant définie comme caractère de ce qui est insuffisant en quantité. Autrement dit elle est stigmatisée comme entité ontologiquement inapte. En 1584, l'écrivain anglais John Stockwood décrit l'ochlocratie comme un État dans lequel les personnes grossières décident de toute chose d'après leur propre intérêt. Pour les Grecs, l'okhlos, c'est ce qui est inférieur au dèmos. Dans cette perspective l'ochlocratie se caractérise par une décomposition de la loi et des mœurs. C'est lorsque la démocratie dégénère en chaos politique, lutte quotidienne entre les individus et règne de la force. Elle est alors dépeinte comme une configuration historique prépolitique, par contraste aux formes politiques qui sont jugées préférables selon ces vues. C'est-à-dire qu'elle serait en dehors de la politique caractérisée par l'existence d'une conscience collective et d'une auto-organisation de la Cité (la polis), favorisant la responsabilisation, la coopération et la cohabitation des personnes qui en constitue la communauté.
Le philosophe Jacques Rancière développe dans son ouvrage Aux bords du politique, l'idée selon laquelle l'okhlos ne serait pas l'addition désordonnée des appétits des individus mais « la passion de l'Un qui exclut », c'est-à-dire le rassemblement haineux des hommes effrayés. Pour qu'il y ait démocratie, il faudrait alors que le dèmos agisse comme élément de division de l'okhlos, qu'une partie de la multitude refuse son incorporation au Un totalisant de la collectivité.

### Polybe

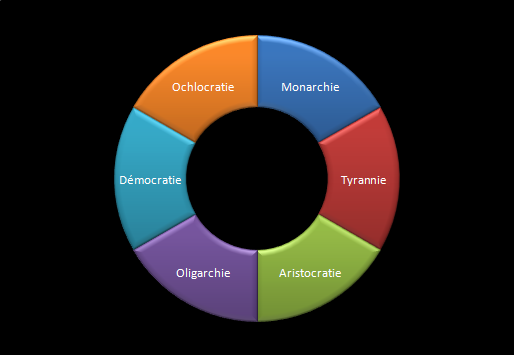

L'ochlocratie est, dans la théorie de l'anacyclose – théorie cyclique de la succession des régimes politiques - formulée par l'historien grec Polybe (admise par Cicéron dans le De Republica, et reprise par Machiavel), le pire de tous les régimes politiques. C'est le stade ultime de la dégénérescence du pouvoir. Polybe décrit un cycle en six phases qui fait basculer la monarchie dans la tyrannie, à laquelle fait suite l'aristocratie qui se dégrade en oligarchie, puis de nouveau la démocratie entend remédier à l'oligarchie, mais sombre, dans une sixième phase, dans le pire des régimes qui est l'ochlocratie, où il ne reste plus qu'à attendre l'homme providentiel qui reconduira à la monarchie.

### Rousseau
Dans le Contrat social, Jean-Jacques Rousseau définit l'ochlocratie comme la dégénérescence de la démocratie : « En distinguant, la démocratie dégénère en Ochlocratie » L'origine de cette dégénérescence est une dénaturation de la « volonté générale », qui cesse d'être générale dès qu'elle commence à incarner les intérêts de certains, d'une partie de la population, et non de la population tout entière; il peut s'agir, à la limite, d'une « volonté de tous », non d'une « volonté générale ».

### James Mackintosh
En 1791, le philosophe écossais James Mackintosh (1765-1832) considère, dans son Vindiciae Gallicae, que « l'autorité d'une populace corrompue et tumultueuse doit plutôt être considérée comme une ochlocratie qu'une démocratie, comme le despotisme de la cohue, et non le gouvernement du peuple ».